# B.R. Ambedkar
Bhimrao Ramji Ambedkar, popularmente conocido como Babasaheb Ambedkar, (14 de abril de 1891 – 6 de diciembre de 1956) fue un jurista, académico y político indio. Es reconocido por su larga lucha en favor de los derechos de la casta intocable, a la que pertenecía, así como por su conversión al budismo.

## Biografía
Tras superar numerosos obstáculos sociales y económicos, Ambedkar se convirtió en uno de los primeros intocables que consiguieron una educación universitaria. Tras ello, viajó a Estados Unidos e Inglaterra, donde obtuvo los títulos de licenciado y doctor en derecho, economía y ciencias políticas. Ya un conocido académico, Ambedkar pasó varios años ejerciendo la abogacía antes de empezar a publicar en artículos periodísticos llamando a un reconocimiento de los derechos sociales y políticos de los intocables en India.
Ambedkar se convirtió en un organizador y agitador político, construyendo partidos y organizaciones de los intocables, ocupando puestos legislativos en los consejos del Raj. Con el tiempo fue radicalizando sus críticas tanto contra la ortodoxia social hinduista como contra el islam. A pesar de ser también un severo crítico del Partido del Congreso, fue designado como ministro de leyes durante la primera legislatura de la India independiente y presidente de la comisión encargada de redactar la constitución. 
Su labor abrió un marco legal a los derechos políticos, sociales y económicos de los intocables y otras comunidades étnicas sociales y religiosas marginadas en su país.
En los años cincuenta, Ambedkar, junto con cientos de miles de sus seguidores, se convirtió al budismo, condenando las doctrinas hinduistas por su división de castas.

## Algunos escritos y discursos
El Departamento de Educación, del Gobierno de Maharashtra (Bombay), publicó su colección de escritos y discursos en diferentes volúmenes.
- Castes in India: Their Mechanism, Genesis and Development y once otros ensayos
- Ambedkar in the Bombay Legislature, with the Simon Commission and at the Round Table Conferences, 1927–1939
- Philosophy of Hinduism; India and the pre-requisites of communism; Revolution and counter-revolution; Buddha or Karl Marx
- Riddles in Hinduism[2]
- Essays on untouchables and un-touchability
- The evolution of provincial finance in British India
- Who Were the Shudras?
- Pakistan or the partition of India
- What Congress and Gandhi have done to the untouchables; Mr. Gandhi and the emancipation of the untouchables
- Ambedkar as member of the Governor General's Executive Council, 1942–46
- The Buddha and his Dhamma
- Unpublished writings; Ancient Indian commerce; Notes on laws; Waiting for a Visa ; Miscellaneous notes, etc.
- Ambedkar as the principal architect of the Constitution of India
- (2 partes) Dr. Ambedkar and The Hindu Code Bill
- Ambedkar as free India's first Law Minister and member of opposition in Indian Parliament (1947–1956)
- Ambedkar's The Pali grammar
- Ambedkar and his Egalitarian Revolution – Struggle for Human Rights. Events starting from March 1927 to 17 November 1956 in the chronological order; Ambedkar and his Egalitarian Revolution – Socio-political and religious activities. Events starting from November 1929 to 8 May 1956 in the chronological order; Ambedkar and his Egalitarian Revolution – Speeches. Events starting from 1 January to 20 November 1956 in the chronological order
- Discursos de Ambedkar y escritos en marathi
- Álbmes de fotos de Ambedkar y correspondencia.